# Anton Sova
Anton Sova, właściwie Anton Carl Gustaf von Essen (urodzony 26 czerwca 1981 r. w Kijowie, Ukraińska Socjalistyczna Republika Radziecka, Związek Radziecki) –  szwedzki menedżer artystów, łowca talentów, przedsiębiorca muzyczny, producent filmowy, dyrektor generalny i agent artystów i influencerów. Pełnił również funkcje szefa A&R i przedstawiciela wydawniczego w międzynarodowej wytwórni płytowej.

## Życiorys
Anton Sova urodził się i dorastał w Kijowie, na terenie dzisiejszej Ukrainy, wraz ze swoim starszym bratem. Od 1988 r. uczęszczał do szkoły podstawowej, którą ukończył w 1998 r. w 264 szkole średniej w Kijowie.
W latach 1998–2003 studiował na Wydziale Ekonomii Kijowskiego Uniwersytetu Słowiańskiego.
Od 1999 r. przyjął pseudonim Anton Sova.
W latach 2001–2003 przeszedł szkolenie wojskowe na wydziale wojskowym Narodowego Uniwersytetu Nauk Przyrodniczych i Ekologii Ukrainy. Po ukończeniu szkolenia w dniu 9 marca 2004 r. uzyskał stopień porucznika jako oficer rezerwy.
W latach 2003–2004 kontynuował studia na Kijowskim Uniwersytecie Kultury, zapisując się na wydział zarządzania festiwalami masowymi.
Od 22 czerwca 2010 roku Anton Sova na stałe mieszka w Rydze, gdzie pracuje jako A&R manager.
W 2011 roku powrócił do Szwecji, aby kontynuować studia. W 2014 roku studiował na Wydziale Języków Słowiańskich i Bałtyckich na Uniwersytecie Dalarna, a od 2015 roku na tym samym wydziale na Uniwersytecie Sztokholmskim.

## Kariera
Anton Sova założył globalną agencję TUARON i jest jej prezesem od 1999 r. Był zaangażowany w odkrywanie i reprezentowanie różnych artystów, w tym Tatjany Shirko i Stasa Szurinsa. Jednym z pierwszych projektów, które stworzył w 2003 r., była grupa muzyczna Körsbär, znana również jako Adamantes.
W 2006 roku Anton Sova rozpoczął współpracę z kilkoma ukraińskimi piosenkarzami i muzykami, takimi jak Artur Bosso, Tatjana Shirko, Anna Mukhina, Andrew Boldar, grupa performerska Freakballet i zespół rockowy Platinum.
Od 2008 roku Anton Sova pracuje na Łotwie. W tym okresie prowadził przesłuchania dla łotewskich artystów i muzyków, nawiązując współpracę m.in. z Alekssem Silversem, Andreyem Kladem, Stasem Szurinsem, Gatisem Timofeevem. Dodatkowe nagrania zostały dokonane z takimi artystami jak Alex Luna, Kal1br, Marco Giacomo, Daiga Berzina i zespół rockowy Luv Land. Zespół był również znany jako Luv Land.
20 kwietnia 2013 r. szwedzka grupa popowa Dildorado wystąpiła po raz pierwszy na Łotwie przy wsparciu Ambasady Szwecji na Łotwie.
W 2019 roku zmarł dziadek Antona Sovy, Kasjan Jewczenko, ukraiński muzyk i mistrz instrumentów ludowych. Kasjan Jewczenko był również liderem zespołu i solistą ukraińskiego chóru ludowego Wieraowka. Po śmierci dziadka Anton Sova kontynuował wspieranie i zachowanie jego spuścizny artystycznej, zarządzając sprawami organizacyjnymi, chroniąc prawa autorskie i współpracując ze szkołą muzyczną i muzeum imienia dziadka.
W 2021 roku Anton Sova zaprezentował wraz z ukraińską producentką filmową Milą Andriiash krótkometrażowy dramat wojenny "Bóg wybaczy".
Anton Sova jest członkiem Music Managers Forum Sweden (MFF), organizacji zrzeszającej szwedzkich menedżerów muzycznych, A&R i łowców talentów. Jest także członkiem Swedish Performing Rights Society (STIM), organizacji zajmującej się ekonomicznym zarządzaniem prawami autorskimi kompozytorów, autorów tekstów, aranżerów i wydawców muzycznych.

## Filmografia

### Producent
- 2021: Bóg wybacza

## Nagrody i nominacje
- 2023: Dresden Cinema Awards w kategorii Najlepszy producent w filmie "Bóg wybacza"[10].
- 2023: Navy International Film Festival w kategorii Najlepszy producent w filmie "Bóg wybacza"[11].

## Członek jury
Anton Sova zasiada w jury różnych łowów talentów i międzynarodowych konkursów muzycznych i programów typu talent show. Należą do nich festiwale dla dzieci "SmileFest ", "Unison" i "Shlyakhom Mistetsva".

## Życie prywatne
Anton Sova był żonaty i mieszkał w dzielnicy Bagarmossen w Sztokholmie od 26 marca 2011 do 2015 roku. Para rozstała się na początku 2015 roku, a małżeństwo zostało oficjalnie rozwiązane 13 sierpnia 2015 roku. Podczas małżeństwa nie mieli dzieci i obecnie są rozwiedzeni.